# The Dark Side of the Moon
The Dark Side of the Moon (на български Тъмната Страна На Луната) е концептуален албум на британската прогресив рок група Пинк Флойд, издаден през 1973 година. Албумът впечатлява преди всичко със звученето си, подхода към композицията, както и невероятните текстове. Сами по себе си, композициите не са сложни, дълги, изпълнени с преплетени импровизации, сола и други, традиционни за групи като Йес елементи. Но Пинк Флойд успяват да напипат правилния баланс между тихите и силните моменти – точно това кара феновете да се влюбят в албума. Тъмната страна на Луната е считан от много критици и фенове за най-добрия албум на групата. Според други теории, този албум е част от една неофициална трилогия, започната с Meddle, минаваща през Тъмната страна на Луната и завършваща с Wish You Were Here. При по-внимателно вслушване в трите албума действително може да бъде открита някаква връзка, но тя по-скоро може да се определи като белег на периода, в който са композирани и трите албума.
През 2003, списание Rolling Stone нарежда албума на 43-то място в списъка на 500-те най-велики албуми за всички времена. От 1973 година насам в световен мащаб са продадени над 45 000 000 копия.

## Запис
Музиката и текстовете на песните за албума са написани в период на 7 седмици, през които групата се подготвя за турне, в което желаят да включат нови песни. Продуценти са самата група и звуковият инженер в Abbey Road Studios Алън Парсънс. Записите текат между юни 1972 и януари 1973. Групата експериментира с новите за времето си звукови ефекти в звукозаписната технология и рок музиката. Наред с традиционните инструменти, Пинк Флойд добавят забележителен синтезаторен ефект и нестандартни звуци: асистент-инженер, който тича из студиото (включено в „песента“ On the Run), антични часовници, звънящи едновременно (интрото на Time), и специален бас барабан, който звучи като сърцебиене (Speak to Me и в края на Eclipse). Всички текстове на песните са написани от Роджър Уотърс, също така и демото на албума е сътворено в студиото в градината му. Там е създаден и ефектът с монетите в интрото на Money. Звуковите експерименти в албума са изисквали всички членове на групата да действат едновременно при миксирането (особено при On the Run), а според Дейвид Гилмор постигнатото е равносилно на изнесен концерт. Също така Пинк Флойд усъвършенстват и други студийни ефекти като двойните вокали и китари (изключително застъпени тук, а по-късно и в Wish You Were Here). Алън Парсънс работи върху албума, докато е на работа в Abbey Road. В едно интервю споменава, че е вземал двойни смени, за да работи върху албума. Забележителен е фактът, че музиката спира само при преминаването от The Great Gig In The Sky към Money. Това се дължи на смяната на страните при оригиналния запис (грамофонна плоча). Някои от идеите за песните са се влачели с години. Такъв е случаят с Us and Them, която е записана още през 1969 година като музика към филма на Микеланджело Антониони Забриски пойнт. Впоследствие песента не е одобрена от режисьора. Групата спира работа само по време на важни мачове или за да гледа хумористичното предаване Monty Python, нещо което Дейвид Гилмор отрича, поради натоварения график.
Всички членове на групата – китаристът Дейвид Гилмор, барабанистът Ник Мейсън, басистът и текстописецът Роджър Уотърс и пианистът Ричард Райт имат участие в замислянето и изпълнението на албума, нещо, което е рядкост при следващите им албуми. Тъмната Страна На Луната е първият от петте последвали албума, в които Роджър Уотърс поема креативния контрол. Тук специално – само в текстовете и в някои отделни композиции, но след няколко години неговото влияние в групата става огромно. В интервю години по-късно Гилмор съжалява, че е дал шанс на Роджър да пее в Brain Damage/Eclipse, понеже това е повдигнало неимоверно неговото самочувствие и именно това е песента, която е началото на разрива в отношенията им.
Въпреки че оригиналният замисъл за име на албума е The Dark Side Of The Moon, групата открива, че Medicine Head вече имат издаден албум със същото име през 1972, година преди издаването на The Dark Side Of The Moon. Идеята е албумът да бъде кръстен Eclipse: A Piece for Assorted Lunatics. Все пак Пинк Флойд решават да се върнат към оригиналното име, поради провала на албума на Medicine Head.

## Гласовете
Клеър Тори пее в „The Great Gig in the Sky“. През 2004 тя съди EMI и Пинк Флойд, искайки признание, за това, че е написала „The Great Gig in the Sky“ заедно с пианиста Ричард Райт (заплащането ѝ за изпълнението е само £30). В крайна сметка е постигнато споразумението нейното име да стои редом с това на Райт като композитор на вокалите. Алън Парсънс е човекът, който съветва групата да наеме Тори за изпълнението в песента.
Части от диалози между песните и в самите тях са включени в албума. Роджър Уотърс измисля метод за интервюиране на хора – задават се въпроси, написани на картони, а отговорите са записани без паузи. Участниците в интервютата са разни хора, които работят или записват в студията на Abbey Road. Сред тях има известни лица като Пол Маккартни и други членове на групата му Wings. Някои от въпросите, които Роджър задава, са „Страх ли те е от смъртта?“, „Кога за последно се ядоса?“, „Беше ли прав?“, „Какво значи за теб фразата „тъмната страна на луната“?“. Един от спътниците на групата, Крис Адамсън е човекът, чийто глас е включен в „Speak to Me“ – „I've been mad for fucking years, absolutely years, over the edge for yonks...“. Тази фраза става отличителна черта за албума при изпълненията му на живо.

## Възприемане
В оригиналния си вариант, албумът е издаден като на обложката е иконичната призма, дело на Джордж Харди, а вътрешната обложка изобразяваща сърцебиене е идея на Роджър. Тъмната Страна На Луната е един от най-продаваните албуми в света. Въпреки че стои на върха на класациите в САЩ само за една седмица, албумът остава в класациите в продължение на 741 последователни седмици (приблизително 14 години). Продажбите на албума надхвърлят 40 000 000 (през 2004 година), като средно по 8000 албума се продават всяка седмица, 400 000 средно всяка година. На 6 април, 1998, RIAA сертифицира албума 15 пъти платинен, обявявайки продажби над 15 000 000 в Съединените американски щати. Част от приходите от албума са инвестирани в направата на култовата комедия Monty Python and the Holy Grail. Албумът е изпълнен за пръв път на живо в Dome at Brighton на 20 януари 1972 година, но поради проблем с магнетофонната лента, концертът е изпълнен само до „Money“.

## Списък на песните
1. „Speak to Me“ – 1:30
2. „Breathe“ – 2:43
3. „On the Run“ – 3:30
4. „Time“– 6:53
5. „The Great Gig in the Sky“ – 4:15
6. „Money“ – 6:30
7. „Us and Them“ – 7:34
8. „Any Colour You Like“ – 3:24
9. „Brain Damage“ – 3:50
10. „Eclipse“ – 1:45

## Състав
ПИНК ФЛОЙД 
- Роджър Уотърс – бас, вокали, VCS3 синтезатор
- Дейвид Гилмор – китари, вокали, VCS3 синтезатор
- Ричард Райт – пиано, вокали, VCS3 синтезатор
- Ник Мейсън – барабани, ефекти                                     ДРУГИ
- Дик Пери- саксофон в ,,Money" и ,,US and Them"
- Клеър Тори- водещи вокали в ,,The Great gig in the sky"
- Дорис Трой, Лиза Страйк, Лесли Дънкан и Бари Сейнт Джон- бек вокали